# Hyophila walkeri
Hyophila walkeri là một loài rêu trong họ Pottiaceae. Loài này được Broth. mô tả khoa học đầu tiên năm 1899.